# Zur Sache, Schätzchen
Zur Sache, Schätzchen ist eine deutsche Filmkomödie von May Spils aus dem Jahr 1968. Die weibliche Hauptrolle spielte Uschi Glas, die männliche Werner Enke. Der in schwarz-weiß gedrehte Film wurde am 4. Januar 1968 uraufgeführt. Er zählte zu den kommerziellen Erfolgen des „Jungen Deutschen Films“ und beeinflusste die Umgangssprache, unter anderem mit Begriffen wie „fummeln“, „Dumpfbacke“ sowie „tüllich“ als umgangssprachliche Kurzform von „natürlich“. In den USA lief er unter dem Titel Go for it, Baby.

## Inhalt
Martin lebt im Umfeld von München-Schwabing ziel- und sorglos in den Tag hinein. Er verdient sein Geld mit dem Texten von Schlagern für seinen Auftraggeber Block. Selbst ein Einbruch, den er zufällig beobachtet, interessiert ihn nicht sonderlich.
Erst sein Freund Henry überredet ihn, die Tat bei der Polizei zu melden. Auf dem Polizeirevier legt er jedoch eine solche Lustlosigkeit bezüglich der Aufklärung an den Tag, dass er selbst verdächtig erscheint. Dank der flotten Barbara, die er kurz zuvor kennengelernt hat, kann er aber zunächst entkommen; sie lenkt die Polizisten durch einen Striptease ab.
Später wird Martin gestellt, aber sein Verhalten hat sich nicht verändert. Vor den Augen des Polizisten, der ihn verhaften will, hantiert er gelangweilt mit einer Pistole, beteuert aber gleichzeitig, diese sei nicht geladen. Der verunsicherte Polizist feuert schließlich einen Schuss auf ihn ab, doch selbst das kann Martin nicht aus der Ruhe bringen. Er gratuliert dem Polizisten zu dessen Glück, dass es nur ein Streifschuss war.

## Titel
Zur Sache, Schätzchen ist der Beginn eines spontan gedichteten Vierzeilers, mit dem Martin seine Tätigkeit als Schlagertexter selbst parodiert: „Zur Sache, Schätzchen / mach’ keine Mätzchen / komm’ ins Bettchen / rauchen wir noch’n Zigarettchen.“

## Alternatives Ende
Laut Drehbuch sollte Martin – ähnlich wie Jean-Paul Belmondo in Außer Atem – von einem Polizisten erschossen werden. Als kurz nach Beginn der Dreharbeiten am 2. Juni 1967 Benno Ohnesorg von einem Polizeibeamten erschossen wurde, änderte man das Filmende, weil die Filmemacher „nicht die Realität abbilden wollten“.

## Liedtext
Der Text, den Martin schließlich bei seinem Auftraggeber abliefert, spiegelt die lakonische Haltung des Antihelden. Block will das Ganze als Seemannslied vermarkten:

„Alter Junge, zieh’ kein Gesicht, geh’ still in die Koje und frage dich nicht, nach diesem und jenem und was es auch sei, am Ende ist doch alles einerlei.“

## Kritik
Der Film, der sich als einer der ersten mit dem Lebensgefühl junger Menschen am Vorabend der 68er-Unruhen auseinandersetzte, erlangte zeitweise Kultstatus. Er zeichnet das Milieu einer Subkultur, die das Gut-und-Böse-Schema der bürgerlichen Welt ignoriert und deren Vorstellungen von Normalität in Frage stellt.

„Ein gammliger Nichtstuer in Schwabing gibt seiner Verdrossenheit an der bürgerlichen Welt mit pseudo-philosophischen Sprüchen und geistreichen Zynismen Ausdruck. Leichthändig inszenierter Erstlingsfilm; eine intelligente und streckenweise amüsante zeitkritische Glosse, in der selbstironische Kritik und das Verlangen nach menschlichen Beziehungen unüberhörbar sind. Auch in der Rückschau bleibt der Film einer der wenigen wirklich unterhaltsamen Autorenfilme.“

„In ihrem Erstling sind Spils und Enke einzigartig in der Beobachtung einer Situation zwischen Melancholie und Groteske.“

„Eine rundum burleske und sympathische Geschichte. Ab 16 zu empfehlen.“

Die Frankfurter Allgemeine Zeitung resümiert: „Auch dieser Film ist Protest gegen die Welt der Väter, es ist aber Protest ohne Stelzen, faszinierend durch Übermut, Leichtsinn, durch quicklebendigen Humor, der die Selbstpersiflage in sich schließt.“ Der Filmkritiker Johannes von Moltke fasst den Film folgendermaßen zusammen: „Zur Sache, Schätzchen bleibt trotz oder gerade wegen seiner banalisierenden Ästhetik eine im besten Sinne irritierende Facette der bundesdeutschen Filmlandschaft und ein ernst zu nehmendes Zeitdokument der späten 1960er Jahre.“

## Auszeichnungen
- Goldene Leinwand für mindestens 3 Mio. Zuschauer in 18 Monaten. Der Film kam in der Bundesrepublik auf etwa 6,5 Mio. Zuschauer.[7]
- Bundesfilmpreise 1968: Filmband in Gold in der eigens geschaffenen Kategorie Dialoge (Werner Enke und May Spils) sowie in der Kategorie Bester Nachwuchsdarsteller (Werner Enke)[8]

## Restaurierung
Der Film wurde 2013 unter finanzieller Förderung der Filmförderungsanstalt erstmals in 4K-Auflösung abgetastet und digital restauriert. Die so erstellte digitale Kopie ist im Filmarchiv des Bundesarchivs eingelagert.

### Bildseitenformat für Veröffentlichung auf DVD und Blu-Ray
Auf Anweisung Werner Enkes wurde für die Veröffentlichung auf DVD und  Blu-Ray das originale Seitenverhältnis von 1:1,33 (4:3) auf das aktuelle Fernsehformat 1:1,78 (16:9) beschnitten, dafür unter Mitwirkung der Regisseurin szenenweise geeignete Ausschnitte gewählt. Enke befürchtete, dass bei Wiedergabegeräten, die auf automatische Formatänderung („Zoom“) eingestellt wären, wichtige Bildinformationen verloren gingen, insbesondere ein Revolver in der Schlussszene. Selbst eine vom Vertrieb vorgeschlagene Doppel-Edition, mit beiden Bildformaten zur Wahl, lehnte Enke ab. Die gerade bei der Veröffentlichung von Filmklassikern unübliche Vorgehensweise wurde in Rezensionen als Verfälschung kritisiert.